# 바이주 (소말리아)

바이주

바이주(소말리어: Baay)는 소말리아 남부에 위치한 주로, 주도는 바이다보이다. 바콜주와 샤벨라하호세주, 주바다데헤주, 게도주와 인접해 있다.